# Next Generation Identification
La Identificación de Próxima Generación (NGI por sus siglas en inglés) es un proyecto de la Oficina Federal de Investigaciones (FBI). El objetivo del proyecto es ampliar la capacidad del Integrado Automatizado de Identificación de huellas Dactilares del Sistema (IAFIS), que actualmente es utilizado por la policía para identificar a los sujetos por sus huellas dactilares y buscar sus antecedentes penales. El IGN será un sistema modular (permitiendo la fácil capacidad de expansión). También tendrá  capacidades de búsqueda más avanzada, la incorporación de la impresión de la palma, iris, y de identificación facial. El FBI utiliza el sistema por primera vez a principios de febrero de 2011.
El sistema estuvo desarrollado por Lockheed Martin en sociedad con Safran y con un número de compañías de tecnología.

## Las organizaciones que participan en el proyecto
- Accenture
- BAE Systems
- createTank
- Global Science & Technology (GST)
- IBM
- Ingersoll Consulting Information Solutions (ICIS)
- Innovative Management & Technology Services (IMTS)
- Lakota Software Solutions, Inc
- Lockheed Martin
- NTT Data
- Platinum Solutions
- National Center for State Courts (NCSC)